# Рябиков, Александр Захарович
Рябиков Александр Захарович (1909, Череповец, Новгородская губерния — 1980, Москва) — генерал-майор артиллерии, заместитель начальника Генерального штаба СССР, разрабатывал планы ведения военных действий в годы Великой Отечественной войны, награждён следующими орденами: Орден Ленина, Орден Красного Знамени, два Ордена Красной Звезды, два Ордена Отечественной войны и ряда медалей: «За оборону Москвы», «За победу над Японией», «За победу над Германией» и другие.
За военные заслуги был представлен И. В. Сталину.

## Биография
Рябиков Александр Захарович — крестьянин по происхождению, родился в г. Череповец в 1909 году. Добровольно вступил в ряды Красной армии по партийному набору. Был идейно убежденным коммунистом.
Служит в артиллерийский частях. В составе штаба артиллерии в 1939 году разрабатывает план операции на Халхин-Голе. Является одним из разработчиков стратегий крупных сражений Великой Отечественной войны, в том числе, Крымской наступательной операции, Сталинградской битве и других.
В 1941 году находится в должности начальника отделения по оперативно-организационным мероприятиям и учёту, как майор.
В данной должности участвует в разработке стратегии ведения боя в Битве под Москвой, проходившей с 30 сентября 1941 года по 20 апреля 1942 года. План ведения боя делился на 2 этапа: оборонительный и отступательный. В ходе московской оборонительной операции было проведено также несколько фронтовых оборонительных операций: Наро-Фоминская, Тульская, Вяземская, Можайско-Малоярославецкая и др. В эти годы был награждён медалью «За оборону Москвы».
В 1943 году становится начальником 3-го отдела штаба артиллерии, возглавляемого генерал-лейтенантом Самсоновым Ф. А. в звании полковника.
После 1945 года служил в различных штабах. Закончил службу в должности Заместителя начальника управления Генерального штаба СССР.
Похоронен на Введенском кладбище (4 уч.).